# 姜敘
姜敘（？—？），字伯奕，天水郡人，東漢末年的人物，母親楊氏是杨阜的姑母，姜敘自小與表弟楊阜一起成長。

## 生平
杨阜为韋康從事，略屬馬超。建安十八年（公元213年）八月，韋康被殺後，姜叙时任抚夷将军屯历城，与楊阜、梁寬、趙衢、鄉人姜隱、趙昂、尹奉、姚瓊、孔信、武都人李俊、王靈共同攻擊馬超，九月，與楊阜起兵於鹵城。馬超聞楊阜等兵起，自將出。而趙衢、梁寬等释放被马超拘押的杨阜从弟杨岳，閉冀城門，討超妻子。
馬超襲歷城，得姜敘母。姜敘母罵馬超：「你背父之逆子，殺君之桀賊，天地豈久容你，而不早死，敢以面目視人乎！」馬超怒，殺之。并杀姜敘之子，烧城而去。皇甫謐《列女傳》記載姜敘母親臨死前毫無懼色，當面痛斥馬超。

## 同僚
- 楊阜
- 尹奉
- 趙衢，南安郡（今甘肃省陇西县东南）人。

## 流行文化
罗贯中历史小说《三国演义》对姜叙的描述与历史大致相符。杨阜、姜敘與馬超力戰之餘，不敵落荒而逃，幸得尹奉、趙昂等人及夏侯渊引兵來救，逆轉戰局而獲勝。